# 방괴동자

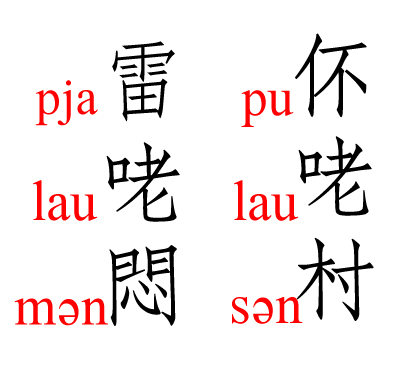

방괴동자(方塊侗字)는 동어를 적기 위한 한자파생문자이다. 방괴(方塊)란 말은 네모나다,각지다란 뜻으로 한자의 별칭이다. 한자 제자원리를 본떠 문자가 만들어졌다. 좡어를 표기하는 방괴장자처럼 널리 쓰이지 않았기 때문에 일반인들은 잘 모르며, 옛 책이 남아 있을 뿐이다.
인터넷상의 동족사이에는 새로운 문자를 만들자는 제안이 있기도 하다. 보관됨 2020-09-26 - 웨이백 머신

## 같이 보기
- 방괴장자
- 쯔놈
- 둥족